# Halvemaanvlinder
De halvemaanvlinder (Selenia tetralunaria) is een vlinder uit de familie van de spanners (Geometridae). Aan de witte halvemaanvormige vlekken op voor- en achtervleugels heeft de vlinder zijn naam te danken.
Per jaar komen twee generaties voor. De voorjaarsgeneratie is iets groter met een spanwijdte van 46 tot 52 mm dan de zomergeneratie, 44 tot 46 mm. De eerste generatie vliegt in april en mei en de tweede, die iets donkerder van kleur is, in juli en augustus. De vleugels zijn kastanjebruin tot purperzwart met een roestkleurige band waardoor de vlinder sterk op een dor blaadje lijkt.
Het is een algemene vlinder die voorkomt in heel Europa, met uitzondering van delen van Scandinavië. De vlinder leeft in bomenrijke gebieden op de zandgronden en in de duinen. Waardplanten van de rupsen zijn onder andere: eik, berk, appel, els en wilg. De vlinder overwintert als pop.

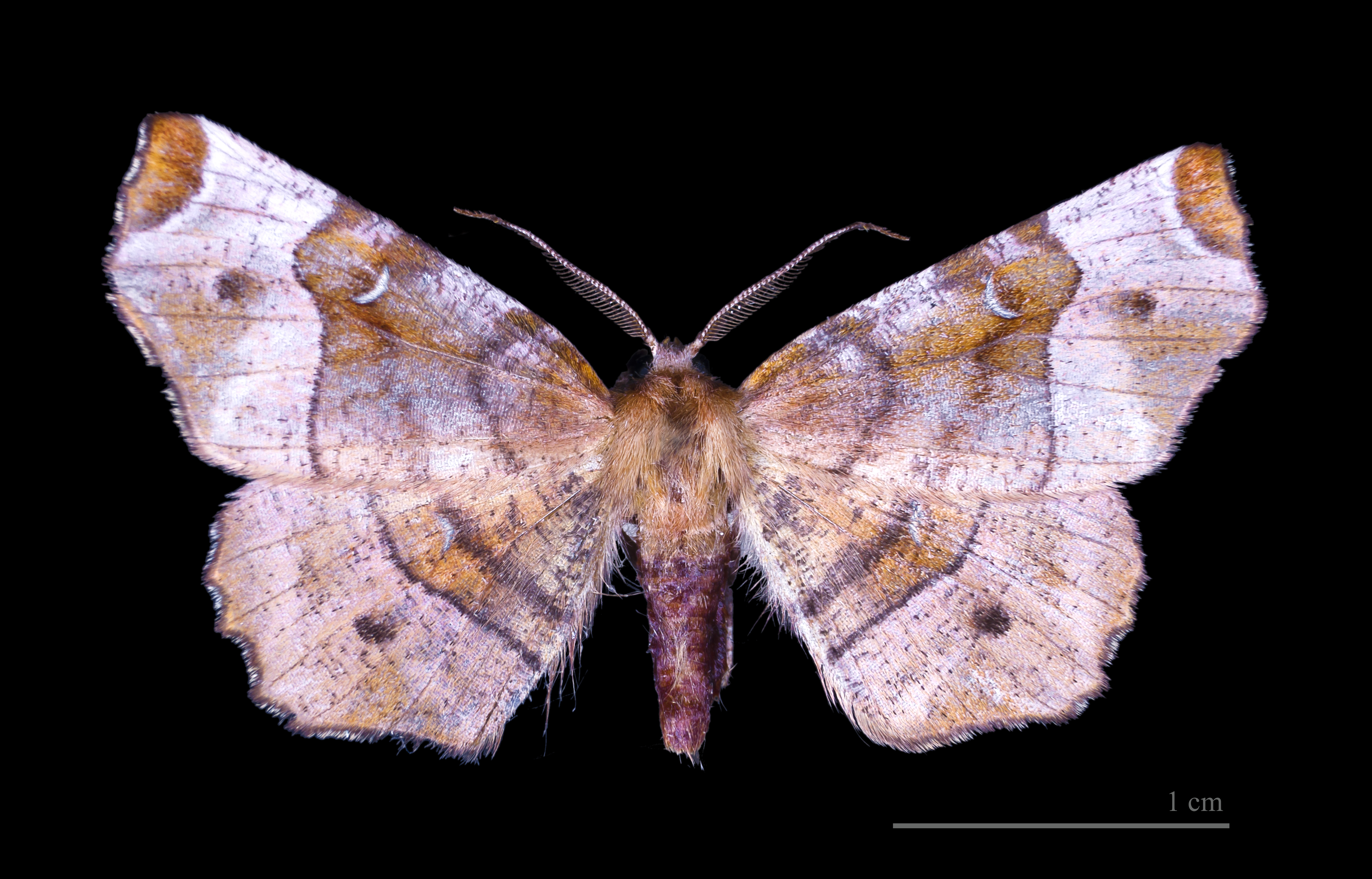
Halvemaanvlinder

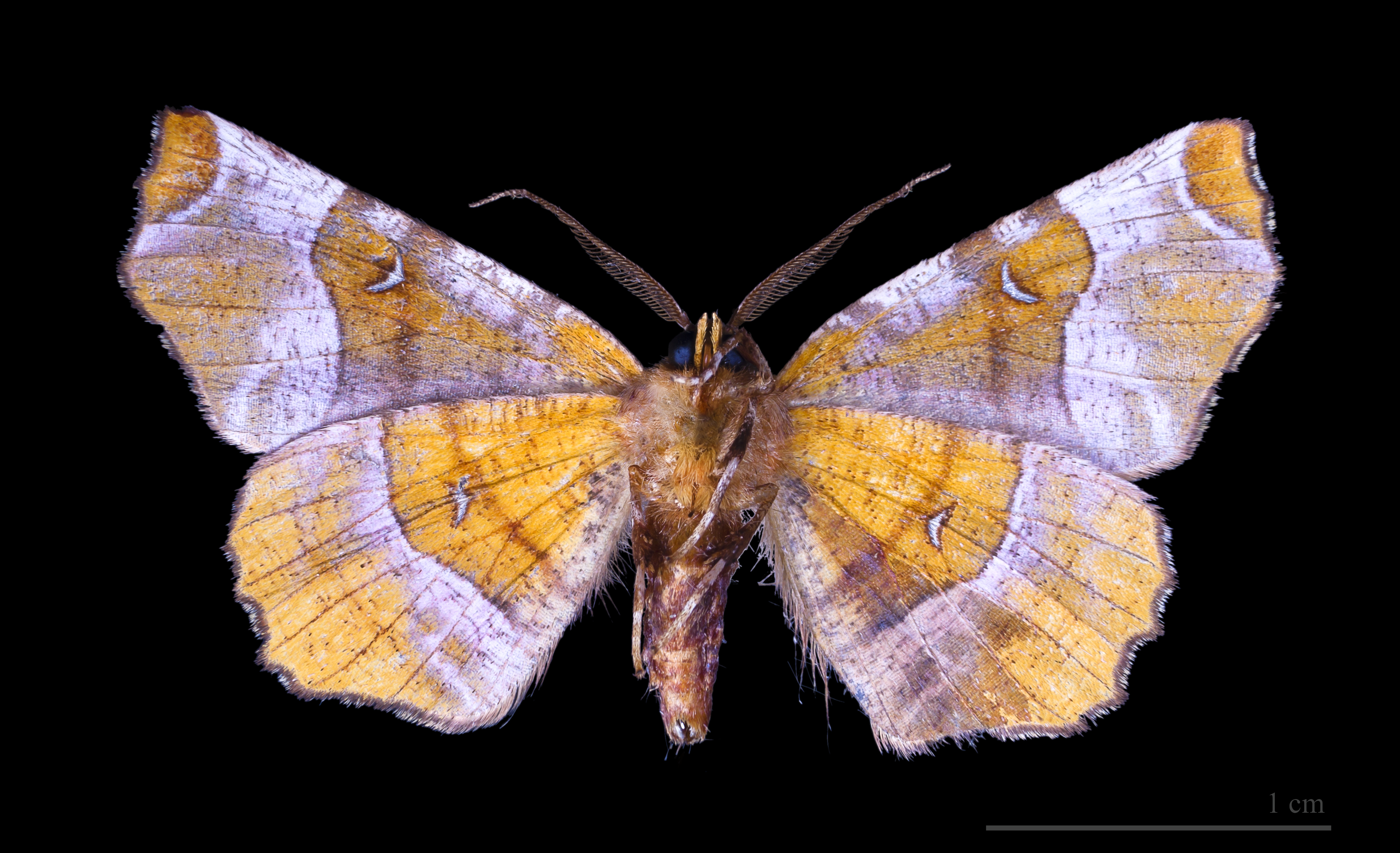
Halvemaanvlinder